# Basananthe

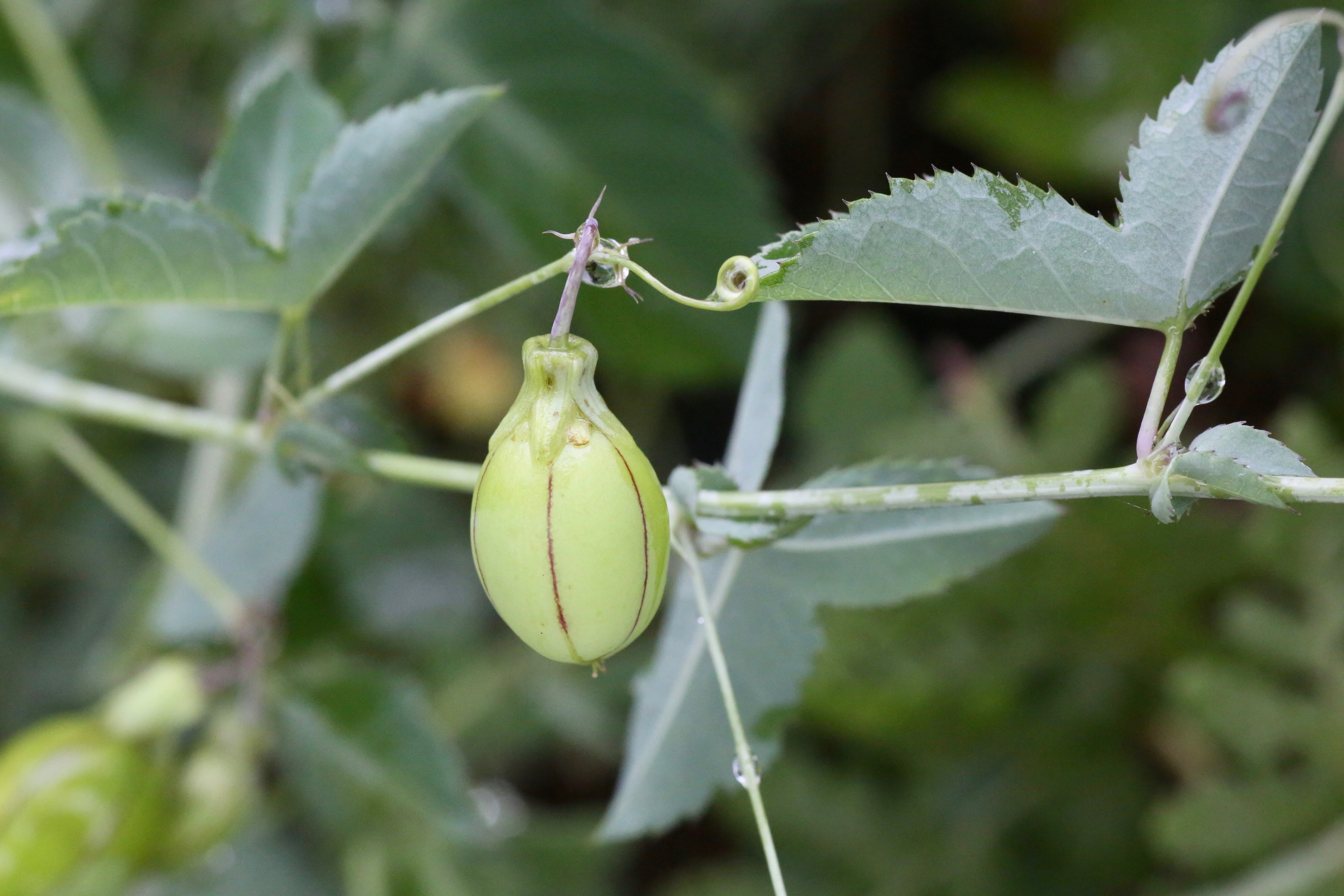
South Africa, Mpumalanga, Louw's Creek

Basananthe é um género botânico pertencente à família Passifloraceae.